# Wąchock
Wąchock is een stad in het Poolse woiwodschap Święty Krzyż, gelegen in de powiat Starachowicki. De oppervlakte bedraagt 16,01 km², het inwonertal 2804 (2005).

## Verkeer en vervoer
- Station Wąchock